# SA702i
FOMA SA702i（フォーマ・エスエー なな まる に アイ）は、三洋電機（大阪、現・京セラSANYOブランド）によって開発された、NTTドコモの第三世代携帯電話 (FOMA) 端末製品である。

## 概要
三洋電機製のFOMA端末としてはSA700iS・SA800iに続いて3機種目に当たる。SA700iSに引き続きGPS・歩行者ナビゲーション機能を搭載。新たに電子コンパス機能が追加され、この電子コンパスに連動しナビゲーションする事も出来る。外部メモリーはminiSD対応である。カメラ性能はCCD約130万画素(有効画素数:約120万画素)。テレビ電話用のサブカメラはCMOS約10万画素。FMラジオを搭載。オートチューニング機能付で、アンテナは本体に内蔵されている。ケータイお探しサービスに対応。他のSAシリーズ同様、ボタンを押した際のレスポンスの良さはFOMA端末の中ではダントツである。
iアプリは「AGE of EMPIRES II MOBILE」、「Gガイド番組表リモコン」を搭載している。
外部メモリーはminiSD(1GBまで)対応。
なお、三洋電機は携帯電話事業を2008年4月1日付で京セラに売却したため、本機が三洋最後のドコモ向け端末となった。

## 歴史
- 2006年3月3日：電気通信端末機器審査協会 (JATE)通過
- 2006年4月3日：技術基準適合証明 (TELEC) 通過
- 2006年5月11日：D902iS、F902iS、P902iS、N902iS、SH902iS、SO902iWP+、N902iX HIGH-SPEED、DOLCE SL、SO702i、M2501 HIGH-SPEEDの開発が発表。
- 2006年7月11日：発売開始

## 不具合
- 2006年8月31日：50日以上、電源を入れっぱなしだと動作を受け付けなくなる不具合が報告された。2007年8月31日までソフトウェアの更新を行っている。同様の不具合はSA800iでも発生する。（参考）